# Tragedia żywocicka
Tragedia żywocicka (cz. Životická tragédie) – niemiecka zbrodnia dokonana w okresie II wojny światowej przez Niemców na ludności Żywocic i okolicznych wsi.

## Historia
Niemiecka akcja w Żywocicach jest największą na Zaolziu i Śląsku Cieszyńskim zbrodnią dokonana przez Niemców podczas II wojny światowej. Zajścia miały miejsce 6 sierpnia 1944 roku, gdy rozstrzelano 36 mieszkańców Żywocic i sąsiednich wsi. Po wojnie Żywocice zostały przezwane Śląskimi Lidicami, gdzie miało miejsce podobne zdarzenie.
Pretekstem do zbrodni była wymiana ognia w wiejskiej gospodzie Mokrosza w nocy z 4 na 5 sierpnia, w której oddział  Armii Krajowej pod dowództwem J. Kamińskiego ps. Strzała wykonał wyrok Polskiego Państwa Podziemnego na dwóch oficerach cieszyńskiego Gestapo o nazwiskach Weiss i Gawlas. Podczas wymiany ognia śmiertelnie ranili ich kierowcę (zmarł w drodze do Cieszyna). Zginął też właściciel gospody, którym gestapowcy zasłonili się jak tarczą i  jeden partyzant. Weiss i Gawlas wcześniej wyróżniali się sadyzmem i brutalnością w bielskim Gestapo. Za te zbrodnie Sąd Podziemia wydał wyroki śmierci. Wyrok został wysłany do siedziby Gestapo, co spowodowało przeniesienie tych oprawców do Cieszyna. Prowadzone po akcji niemieckie poszukiwania żołnierzy ruchu oporu okazały się bezowocne.
Rano w niedzielę 6 sierpnia Żywocice zostały w odwecie okrążone przez niemiecką armię i Landwache. Operacją odwetu kierował dowódca cieszyńskiego gestapo, Q. Magwitz, a jego ofiary nie były zaangażowane w partyzantkę. Do eksterminacji przeznaczono osoby, które odmówiły podpisania volkslisty. Wybrane osoby rozstrzeliwano, kilka próbowało bezskutecznie uciec. Oprócz mieszkańców Żywocic egzekucji dokonano również na osobach znajdujących się we wsi przejazdem, głównie niewpisanych na volkslistę górnikach wracających z nocnej zmiany. Z 36 ofiar 27 było etnicznymi Polakami, 8 Czechami, a jedna osoba była przypisana do trzeciej kategorii volkslisty. 24 było mieszkańcami Żywocic, 6 Suchej Górnej, 4 Błędowic Dolnych, 1 Suchej Dolnej i 1 Cierlicka Dolnego. Najmłodszy z nich miał szesnaście lat, najstarszy sześćdziesiąt.
Ciała ofiar załadowano na ciężarówki i przewieziono na stary cmentarz żydowski w Orłowej, gdzie wrzucono ich do wspólnego grobu. Jako przyczyny śmierci odnotowano niewydolność serca i zawał. Osoby odpowiedzialne za mord nigdy nie zostały ukarane. Po wojnie ciała zamordowanych przeniesiono z Orłowej do Żywocic.

## Upamiętnienie
- 25 września 1949 roku ku czci ofiar odsłonięto pomnik autorstwa Franciszka Świdra z Karwiny[1].
- W 1984 roku obok pomnika otwarto nowy budynek, w którym odbyła się wystawa Okupacja i Ruch Oporu na Śląsku Cieszyńskim w latach 1938-1944. Pomnik poświęcony jest wszystkim ofiarom hitlerowskiej okupacji i upamiętnia cierpienie wszystkich miejscowych.